# Pere (abat de Sant Quirze, 1250-1264)
Pere (segle xiii) fou abat de Sant Quirze de Colera (actualment al municipi de Rabós) entre el 1250 i el 1264.
En el temps d'aquest abat es va comprar al comte Ponç IV d'Empúries totes les possessions que li quedaven a la vall de Sant Quirze de Colera, concretament el dia 4 de gener de 1455. El comte només es reservava la justícia de sang i les amputacions, la resta de la jurisdicció estava en mans del cenobi. El 1258 el bisbe de Girona, Pere de Castellnou, va aprovar i confirmar les donacions que havia rebut el cenobi en el transcurs de la història. I encara, en època d'aquest abat, el mateix comte Ponç Hug III posava sota la seva protecció tots els béns que el monestir posseïa a Rabós, amb la promesa de defensar-los com si fossin seus; aquesta disposició responia a uns atacs que la comunitat havia patit del cavaller Arnau de Morassac.